# Karma Ngedön Tenpay Gyaltsen
Karma Ngedön Tenpay Gyaltsen aussi appelé le 2e Kalou Rinpoché est un lama bouddhiste de l'école karma-kagyu du bouddhisme tibétain considéré comme la réincarnation de Kalou Rinpoché qui fut l'un des premiers maîtres tibétains à enseigner en Occident.

## Biographie
Le yangsi de Kalou Rinpoché est né le 17 septembre 1990 à Darjeeling en Inde. Son père, Lama Gyaltsen, neveu de Kalou Rinpoché, avait été depuis sa jeunesse son secrétaire. Sa mère Kalzang Dreulkar est originaire du Kourteu, dans le sud du Bhoutan.
Taï sitou rinpoché reconnaît officiellement le yangsi de Kalou Rinpoché le 25 mars 1992, expliquant qu'il a reçu des signes de Kalou Rinpoché. Avec Lama Gyaltsen, Taï Sitou Rinpoché envoie une lettre de reconnaissance au 14e dalaï-lama, qui confirme la reconnaissance.
Le 28 février 1993, Yangsi Kalou est intronisé à Samdrup Tarjayling. Taï Sitou Rinpoché et Gyaltsab Rinpoché président la cérémonie, aidés par Kyabje Bokar Rinpoché. Taï sitou rinpoché exécute la cérémonie de la coupe de cheveux et donne au jeune tülku le nom de Karma Ngedön Tenpay Gyaltsen (Bannière de Victoire des Enseignements du Vrai Sens). Il est connu maintenant comme le 2e Kalou Rinpoché.
En juin 1995, le yangsi de Kalou Rinpoché effectua sa première visite en Amérique du Nord, accompagné de Bokar Rinpoché. Pendant leur séjour au monastère Kagyu Thubten Chöling,  le yangsi de Kalou Rinpoché participe à la transmission des initiations conférées par Bokar Rinpoché, ainsi qu'aux assemblées quotidiennes de chants. Lorsque  le yangsi de Kalou Rinpoché et Bokar Rinpoché ont visité le site du stupa, ils ont donné une représentation spontanée de danse sacrée tibétaine, supposée avoir le pouvoir de pacifier les forces discordantes.
Dans une confession publique, en novembre 2011, il avoue avoir été abusé sexuellement par des moines lorsqu'il était âgé de 12-13 ans et il accuse son tuteur d'avoir essayé de le tuer.
En février 2013, le 2e Kalou Rinpoché se rend en France pour y donner des enseignements à Kagyu-Dzong, Vajradhara-Ling et Dashang Kagyu Ling.